# Ribes fedtschenkoi
Ribes fedtschenkoi är en ripsväxtart som beskrevs av Blinovsky. Ribes fedtschenkoi ingår i släktet ripsar, och familjen ripsväxter. Inga underarter finns listade i Catalogue of Life.